# Лорелья
Лорелья (итал. Loreglia) — коммуна в Италии, располагается в регионе Пьемонт, в провинции Вербано-Кузьо-Оссола.
Население составляет 268 человек (2008 г.), плотность населения составляет 29 чел./км². Занимает площадь 9 км². Почтовый индекс — 28020. Телефонный код — 0323.
Покровителем коммуны почитается святой Готтард, празднование 4 мая.

## Демография
Динамика населения:

## Администрация коммуны
- Официальный сайт: http://www.comune.loreglia.vb.it/